# إجهاد انضغاطي

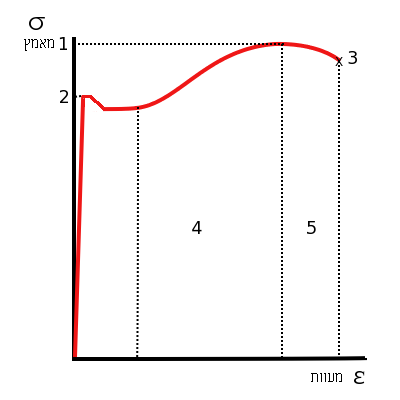

الإجهاد الانضغاطي (بالإنجليزية: Compressive stress)‏، ينتج عن تأثير قوة على جسم نابض. القيمة العددية لإجهاد الضغط، بحكم تعريفها، لها علامة سالبة. في العناصر الهيكلية الطويلة النحيلة - مثل الأعمدة أو قضبان الجمالون - تؤدي زيادة قوة الضغط إلى فشل هيكلي بسبب التواء عند ضغط أقل من قوة الضغط.
يحتوي الإجهاد الانضغاطي على وحدات ضغط (القوة لكل وحدة مساحة)، عادةً بقيم سالبة للإشارة لإجهاد الضغط. ومع ذلك، في الهندسة الجيوتقنية، يتم تمثيل الضغط الانضغابي بقيم إيجابية.